# Джумагазиев, Мухтар Сабирович
Мухтар Сабирович Джумагазиев (каз. Мұхтар Сабырұлы Жұмағазиев, род. 5 декабря 1956 года, село Кобланды, Исатайский район, Актюбинская область, Казахская ССР, СССР) — казахстанский государственный деятель, депутат сената парламента Казахстана от Актюбинской области (2017—2023).

## Биография
В 1980 году окончил Алма-Атинский зооветеринарный институт по специальности «зоотехник», в 2004 году — Алматинскую академию экономики и статистики по специальности «экономист».
1980—1985 гг. — зоотехник, зоотехник-селекционер, главный зоотехник совхоза «Хобдинский» Хобдинского района Актюбинской области.
1985—1990 гг. — секретарь парткома колхоза «Ильича».
1990—1994 гг. — заведующий организационным отделом Хобдинского районного комитета КП Казахстана, заместитель начальника управления сельского хозяйства.
1994—1996 гг. — председатель правления колхоза «Серп и Молот».
1996—1997 гг. — аким Исатайского района.
1997—2006 гг. — аким Хобдинского района.
2006—2007 гг. — начальник управления пассажирского транспорта и автомобильных дорог Актюбинской области.
2007—2010 гг. — аким Каргалинского района.
2010—2011 гг. — аким Уилского района.
2011—2014 гг. — начальник управления сельского хозяйства Актюбинской области.
2014—2017 гг. — заместитель акима Актюбинской области.
2017—2023 гг. — депутат сената парламента Республики Казахстан от Актюбинской области.